# Climacteris picumnus
Il rampichino bruno (Climacteris picumnus Temminck, 1824) è un uccello passeriforme della famiglia Climacteridae.

## Etimologia
Il nome scientifico della specie, picumnus, deriva dal termine francese antico picumne, utilizzato per indicare un picchio di piccole dimensioni e a sua volta mutuato dal latino Picumnus, indicante Picumno, fratello minore di Pico.

## Descrizione

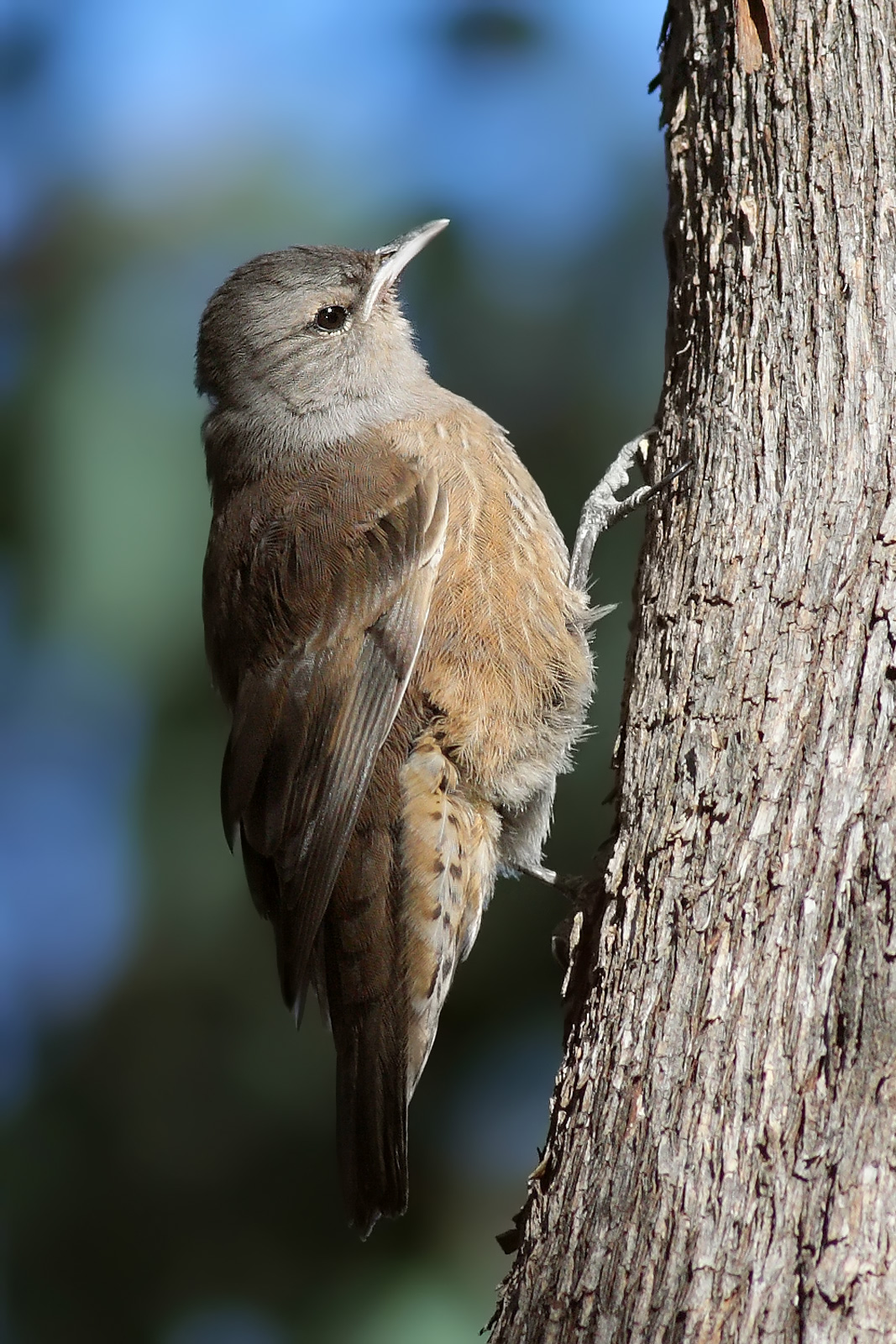
Femmina a Swifts Creek.
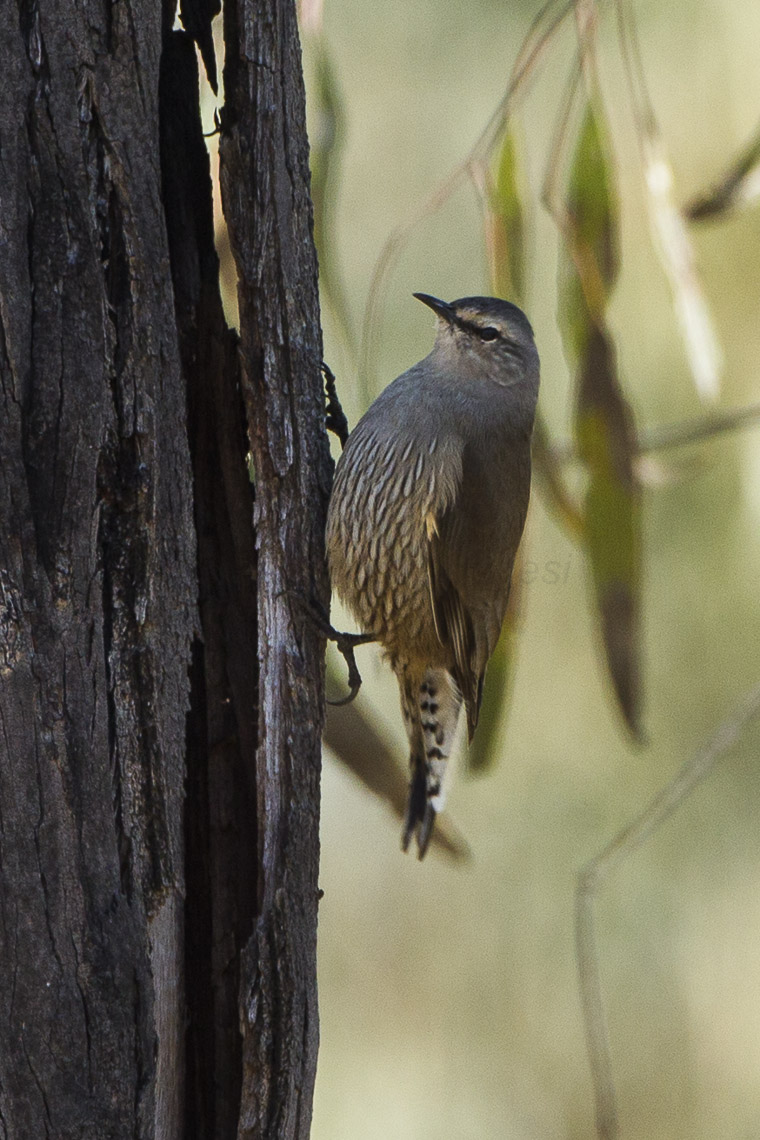
Maschio nella municipalità di Deniliquin.

### Dimensioni
Misura 14-18 cm di lunghezza, per 22-44 g di peso.

### Aspetto
Si tratta di uccelli dall'aspetto robusto, muniti di testa squadrata con becco sottile e appuntito ricurvo verso il basso, ali appuntite, zampe forti e dalle unghie ricurve e coda rigida e rettangolare.
Il piumaggio si presenta di colore grigio-nerastro su fronte e vertice, grigio cenere su testa, collo, petto e codione, bruno su dorso e ali (con queste ultime che tendono a scurirsi divenendo bruno-nerastre sulle remiganti), nerastro sulla coda e dello stesso colore, ma con le singole penne dalla parte centrale biancastra a dare un effetto zebrato, su ventre e sottocoda: i fianchi sono di color nocciola, mentre il sopracciglio e la gola sono di colore bianco-grigiastro, separati da una sottile mascherina neratra che va dai lati del becco all'occhio.

Il dimorfismo sessuale è evidente, con le femmine che presentano sfumature beige-arancio sulle aree chiare facciali e sostituenti il nero dei maschi in quelle ventrali.
In ambedue i sessi il becco e le zampe sono di colore nero, mentre gli occhi sono di colore bruno scuro.

## Biologia

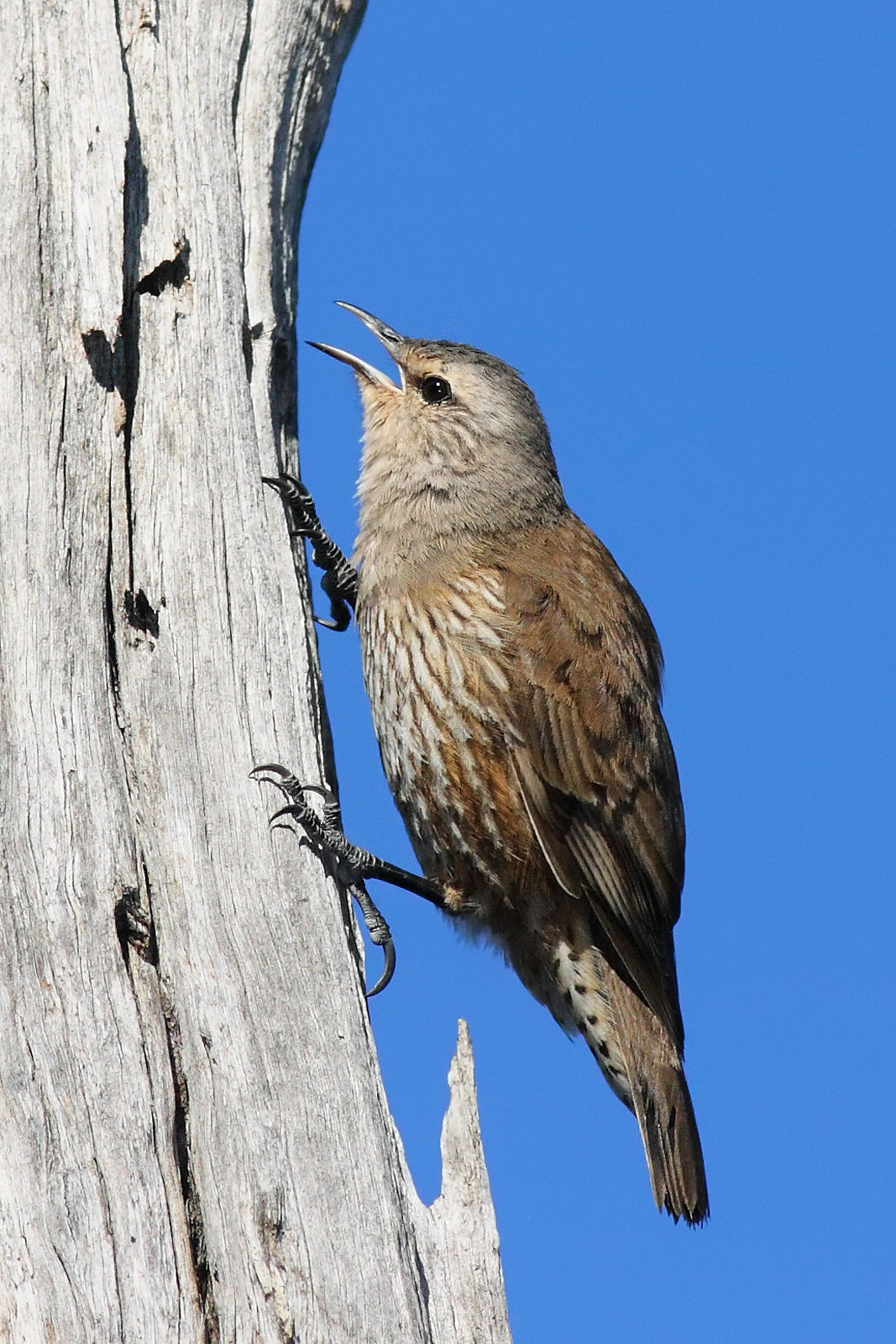
Maschio canta nel Victoria.

Si tratta di uccelletti diurni, i quali, sebbene vivano perlopiù da soli all'infuori del periodo riproduttivo, formano in realtà strutture sociali complesse fra individui e gruppi, muovendosi in piccole unità di 1-8 individui in territori i cui confini sono però poco definiti, tanto che le intrusioni di altri gruppi vengono frequentemente tollerate senza problemi fuori dal periodo degli amori.

Il rampichino bruno passa la maggior parte della giornata alla ricerca di cibo, percorrendo rami e tronchi d'albero (spingendosi non di rado anche al suolo) in maniera elicoidale, aiutandosi nell'attività con le forti dita unghiute e la coda rigida, mentre il becco viene utilizzato per sondare ogni fessura e cavità in cerca di potenziali prede.
Il richiamo di questi uccelli è rappresentato da un corto fischio pigolante, ripetuto a intervalli regolari.

### Alimentazione
Il rampichino bruno è un uccello insettivoro, la cui dieta si compone in massima parte di piccoli insetti (soprattutto formiche), ragni e altri invertebrati, nonché le loro uova e larve e, sebbene raramente, di nettare e linfa di eucalipto.

### Riproduzione
La stagione riproduttiva va dalla metà di luglio a dicembre: si tratta di uccelli monogami, le cui coppie rimangono unite per anni e portano avanti una singola covata l'anno (due nel caso la prima vada perduta per qualche motivo).
Il nido, a forma di coppa, viene costruito dall'intero gruppo intrecciando fibre vegetali, pelame, piumino e talvolta rifiuti (come l'alluminio) sul fondo della cavità di un tronco d'albero, in genere sul limitare del territorio. Al suo interno, la femmina depone 3-4 uova rosate con rade maculature bruno-rossicce, che provvede a covare da sola (nutrita dai maschi del proprio gruppo, che però passano il cibo al compagno della femmina riproduttiva) per 14-16 giorni, al termine dei quali schiudono pulli ciechi e ricoperti da un rado piumino grigiastro.

I nidiacei vengono accuditi da tutti i membri del gruppo (che spesso aiutano anche altre femmine riproduttive, fino a 5, nei territori circostanti), ma nutriti dalla sola madre (sebbene i vari membri del gruppo, solitamente maschi non riproduttivi, provvedano a passarle il cibo da dare ai piccoli), che li imbecca con bruchi e farmalle ma evita di cibarli con formiche (verosimilmente a causa dell'alto contenuto in acido formico): essi s'involano a 21-26 giorni dalla schiusa, rendendosi indipendenti a circa 40 giorni di vita.

Una volta raggiunta l'indipendenza, sono solitamente le femmine a disperdersi, mentre i maschi tendono a non allontanarsi dal territorio natale o a spostarsi di poco, aiutando i genitori o le coppie dei territori vicini (e venendo aiutati a propria volta) durante la riproduzione: per questo motivo, le femmine si riproducono in genere già durante il primo anno di vita, mentre è raro che i maschi riescano a trovare una compagna prima dei tre anni.

## Distribuzione e habitat

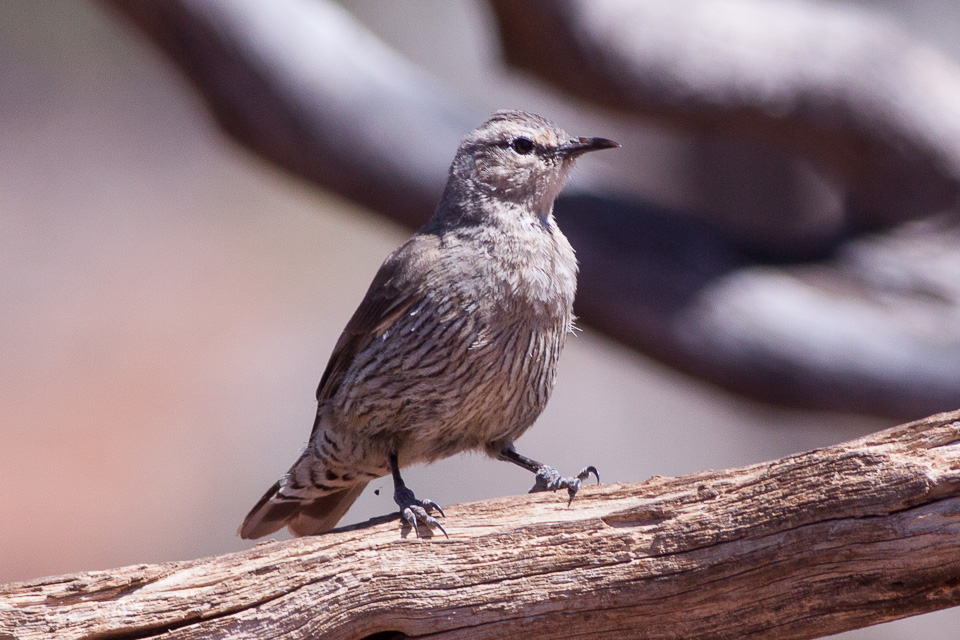
Maschio in Australia Meridionale.

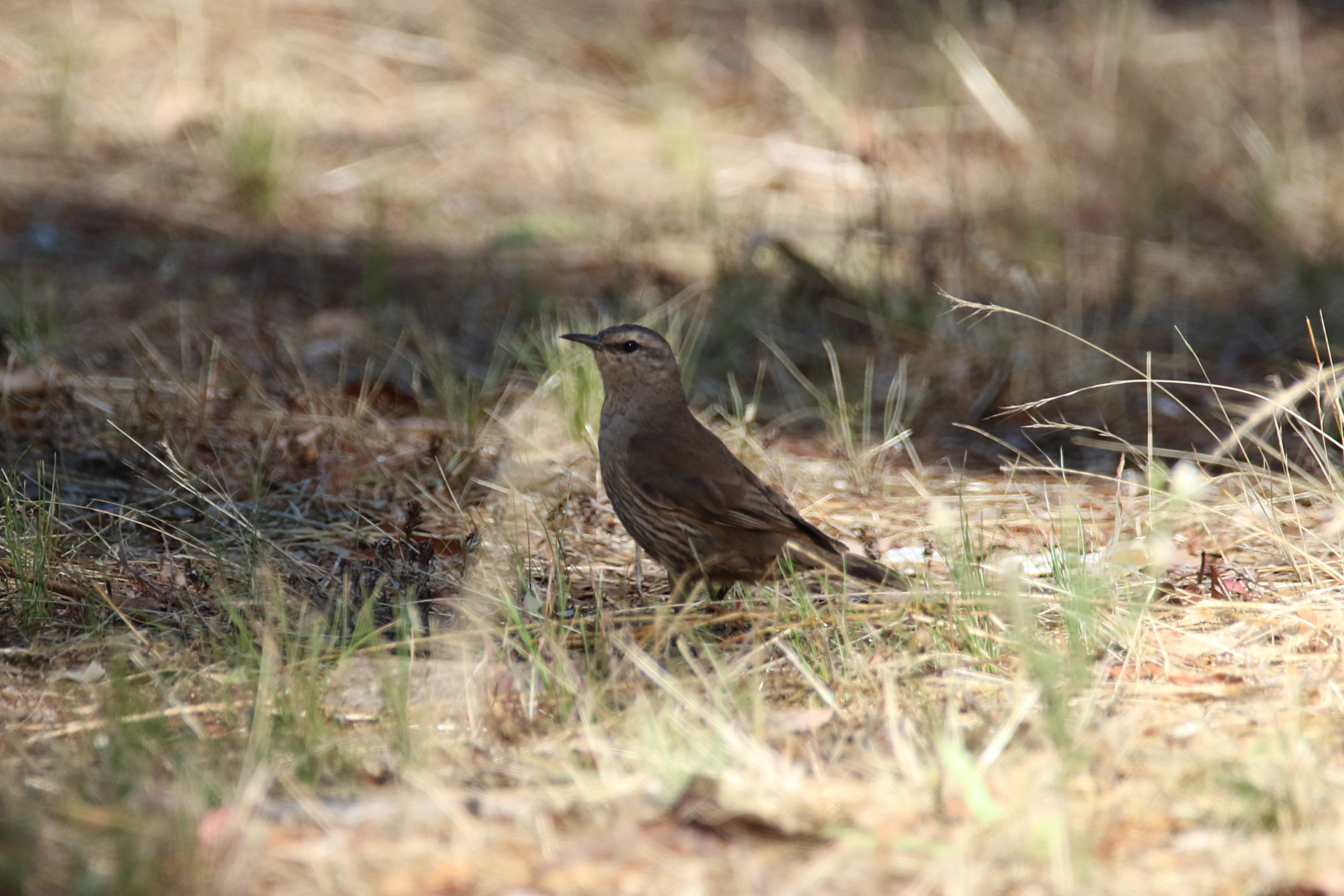
Esemplare al suolo nel Victoria.

Il rampichino bruno è endemico dell'Australia, della quale popola grossomodo tutta la fascia costiera orientale, dalla punta settentrionale della penisola di Capo York alle coste orientali del golfo di Spencer attraverso Queensland, Nuovo Galles del Sud, Victoria e Australia Meridionale sud-orientale: questi uccelli mancano tuttavia dalle aree di Cooktown, Rockhampton e Melbourne.
L'habitat di questi uccelli è rappresentato dalle aree boschive e forestali a prevalenza di eucalipto, sia subtropicali che temperate e semiaride, con preferenza però per le aree a predominanza di specie dalla corteccia ruvida e grinzosa dove reperire il cibo.

## Tassonomia
Se ne riconoscono tre sottospecie:

Illustrazione della sottospecie melanotus.

- Climacteris picumnus melanotus Gould, 1847 - diffusa nella porzione settentrionale dell'areale occupato dalla specie, fino alla contea di Burdekin;
- Climacteris picumnus picumnus Temminck, 1824 - la sottospecie nominale, diffusa nella porzione centro-occidentale dell'areale occupato dalla specie, nel bacino Murray-Darling fino all'Australia Meridionale sud-orientale;
- Climacteris picumnus victoriae Mathews, 1912 - diffusa sul versante orientale della Grande Catena Divisoria dal Queensland sud-orientale al Victoria sud-occidentale;

In passato, la sottospecie melanotus è stata classificata come specie a sé stante, ma essa forma un continuum con le altre popolazioni, facendo propendere gli studiosi a considerarla una sottospecie.